# Незамаи
Незамаи — деревня в составе Немского района Кировской области. 

## География
Находится на расстоянии примерно 2 километра по прямой на юго-запад от районного центра поселка Нема.

## История
Деревня была известна с 1748 года, когда в ней (тогда это был починок Большой Кокушкинский) было упомянуто 6 душ мужского пола. В 1873 году учтено дворов 21 и жителей 148, в 1905 36 и 225, в 1926 46 и 245, в 1950 38 и 143 соответственно, в 1989 157 жителей . До 2021 года входила в Немское городское поселение Немского района, ныне непосредственно в составе Немского района.

## Население
Постоянное население  составляло 193 человека (русские 100%) в 2002 году, 164 в 2010.